# Anthony Joshua
Anthony Oluwafemi Olaseni Joshua (Watford, 15 ottobre 1989) è un pugile inglese di origini nigeriane.
Soprannominato "AJ", è due volte campione del mondo ed è stato detentore dei titoli mondiali IBF, WBA, WBO e IBO. In precedenza ha posseduto anche il titolo Britannico, del Commonwealth e WBC International della divisione. Come dilettante ha vinto una medaglia d'oro alle Olimpiadi di Londra 2012 contro l'italiano Roberto Cammarelle e una d'argento ai mondiali di Baku 2011. A dicembre 2023 è ritenuto al secondo posto al mondo come miglior pugile peso massimo da BoxRec e controlla tuttora una percentuale di KO dell'80,6% per incontri disputati da professionista.
Joshua è il secondo pugile britannico, dopo James DeGale, ad aggiudicarsi sia un oro olimpico che un campionato del mondo, tuttavia resta il primo peso massimo inglese a riuscire in tale impresa. Joshua è inoltre il secondo pugile di sempre, dopo Joe Frazier, a vincere un titolo nella divisione pesi massimi, essendo ancora campione olimpico.

## Biografia
Joshua nasce a Watford, in Inghilterra, da Yeta e Robert Joshua. Sua madre è nigeriana, mentre suo padre è di discendenza nigeriana e greca. La sua discendenza nigeriana si può ricondurre al popolo degli Yoruba.
Joshua ha trascorso parte della sua infanzia e adolescenza in Nigeria, frequentando lì le scuole elementare e medie. A seguito del divorzio dei suoi genitori, quando aveva 12 anni, ha fatto ritorno in Inghilterra. È cresciuto a Garston, nell'Hertfordshire; veniva chiamato "Femi" per via del suo secondo nome Oluwafemi. Eccelleva nel calcio e nella corsa, avendo stabilito il record della scuola in 11,6 secondi nei 100 m. All'età di 18 anni ha cominciato a praticare il pugilato, quando suo cugino Gbenga Ileyemi (campione britannico nel 2011 nella categoria dei pesi massimi) lo ha presentato alla Finchley Amateur Boxing Club, dove viene allenato da Sean Murphy.

## Carriera

### Dilettanti
Joshua si diede al pugilato relativamente tardi, nel 2007. Due anni più tardi vinse l'edizione della Haringey Box Cup, bissando il successo l'anno dopo. Nel 2010 vinse anche il titolo senior ABA messo in palio ogni anno dall'associazione pugili dilettanti inglese, rifiutando successivamente la somma di 50 000 sterline e l'accesso alla carriera professionistica, giustificandosi dicendo che pratica questo sport non per soldi ma per vincere qualche medaglia. Vinse lo stesso torneo anche l'anno successivo. Nel 2010 il successo locale gli garantì un posto nella squadra nazionale inglese di pugilato, in quello stesso anno divenne a tutti gli effetti il campione britannico della categoria dilettanti, sconfiggendo Amin Isa al GB Amateur Boxing Championship. Nel 2011 partecipò al torneo europeo di pugilato dilettanti, tuttavia venne fermato ai quarti di finale dal rumeno Mihai Nistor. In questo stesso anno fu nominato "dilettante dell'anno" dal Boxing Writers Club of Great Britain.
Campionati mondiali di pugilato dilettanti 2011
Durante la manifestazione dei Campionati mondiali di pugilato dilettanti 2011 tenutisi a Baku, in Azerbaigian, Joshua entrò prepotentemente nella scena del pugilato mondiale sconfiggendo l'italiano campione in carica e campione olimpico Roberto Cammarelle, dopodiché si aggiudicò anche lo scontro in semifinale contro il tedesco Erik Pfeifer, tuttavia perse in finale contro il pugile locale Magomedrasul Medžidov, aggiudicandosi così la medaglia d'argento. Nel corso della manifestazione si aggiudicò anche un posto ai Giochi olimpici di Londra 2012.
Giochi olimpici di Londra 2012
Joshua si presentò ai Giochi della XXX Olimpiade come un novizio, nonostante avesse già ottenuto una medaglia d'argento a un campionato del mondo. Già ai sedicesimi dovette fronteggiare un avversario molto tosto, il cubano Erislandy Savòn, giudicato numero 4 al mondo dalla AIBA e nipote del tre volte campione olimpico Félix Savòn. Il verdetto alla fine dei tre round fu 17-16 in favore del pugile di casa, questa decisione causò qualche polemica poiché certuni ritenevano che la vittoria spettasse al cubano. Nell'incontro successivo si confrontò con la medaglia d'argento di Pechino 2008 Zhang Zhilei, facendo crollare l'avversario nella seconda ripresa si aggiudicò la vittoria ai punti (15-11). Nella semi-finale fronteggiò il kazako Ivan Dyčko e nonostante lo svantaggio dal punto di vista dell'altezza riuscì a conquistarsi un posto in finale dopo la vittoria ai punti (13-11). Nell'incontro decisivo si trovò davanti il trentaduenne campione uscente dei giochi del 2008 e due volte campione del mondo Roberto Cammarelle. Dopo aver concesso all'italiano i primi due round (6-5) (13-10), Joshua fece un'ottima ripresa che lo portò al pari del suo avversario (18-18), tuttavia fu l'atleta di casa a essere coronato vincitore in quanto aveva portato più colpi all'avversario. In questa circostanza le polemiche si sono sprecate, gli esperti di boxe si divisero tra chi gridava all'ingiustizia e chi invece riconosceva la vittoria di Joshua.
Riassunto carriera amatore
- 2009
  - Sconfitta per decisione unanime contro Dillian Whyte (Inghilterra)
- 2010
  - ABA National Championship 91 kg+ (peso super-massimo) a Bethnal Green, Londra, primo classificato:
    - Vittoria contro Chris Duff (Inghilterra)
    - Vittoria contro Simon Hadden (Inghilterra)
    - Vittoria contro Dominic Winrow (Isola di Man)

  - Haringey International Tournament 91 kg+ (peso super-massimo) a Haringey, Londra, primo classificato:
    - Vittoria ai punti su Otto Wallin (Svezia)

| Evento    | Edizione    | Categoria             | Trentaduesimi                  | Sedicesimi                   | Ottavi                                 | Quarti                            | Semifinale                 | Finale                              | Pos. | Note   |
| --------- | ----------- | --------------------- | ------------------------------ | ---------------------------- | -------------------------------------- | --------------------------------- | -------------------------- | ----------------------------------- | ---- | ------ |
| Europei   | Ankara 2011 | Supermassimi (+91 kg) | N.D.                           | Eric Brechlin ( DEU) V 23-16 | Cathal McMonagle ( IRL) V 22-10        | Mihai Nistor ( ROU) P RSCH        | Non qualificato            | Non qualificato                     | 5º   | [ 10 ] |
| Mondiali  | Baku 2011   | Supermassimi (+91 kg) | Tariq Abdul Haqq ( TTO) V RSCI | Juan Hiracheta ( MEX) V RET  | Mohammed Arjaoui ( MAR) V 16-7         | Roberto Cammarelle ( ITA) V 15-13 | Erik Pfeifer ( DEU) V RSCI | Magomedrasul Majidov ( AZE) P 21-22 |      | [ 11 ] |
| Olimpiadi | Londra 2012 | Supermassimi (+91 kg) | N.D.                           | N.D.                         | Erislandy Savon Cotilla ( CUB) V 17-16 | Zhang Zhilei ( CHN) V 15-11       | Ivan Dyčko ( KAZ) V 13-11  | Roberto Cammarelle ( ITA) V +18-18  |      | [ 12 ] |

Nel corso della carriera da non professionista, Joshua ha collezionato un record totale di 40-3.

### Professionisti

#### 2013-2015: gli inizi
L'11 luglio 2013 confermò di essere passato a professionista sotto il marchio promozionale di Matchroom Sport. Il debutto avvenne qualche mese più tardi, il 5 ottobre, alla O2 Arena di Londra come main-event della serata, vincendo per TKO nel corso del primo round contro l'italiano Emanuele Leo.
Il secondo incontro avvenne poco tempo dopo, il 26 ottobre, contro il peso massimo inglese Paul Butlin, alla Motorpoint Arena di Sheffield, anche in questa circostanza Joshua vinse per TKO, nel corso della seconda ripresa.
Il terzo incontro da professionista avvenne alla PrizeFighter Series contro il croato Hrvoje Kisciek il 14 novembre 2013. Anche qui Joshua vinse per TKO nel corso del secondo round.
Nel febbraio 2014 Joshua collezionò la quarta vittoria consecutiva per TKO, nel secondo round, contro Dorian Darch. Il mese successivo nella undercard di Burns vs. Crawford, Joshua sconfisse Hector Alfredo Avila per KO al primo round, in quel di Glasgow, Scozia. A maggio dello stesso anno collezionò il secondo KO consecutivo ai danni di Matt Legg, come undercard di Froch vs. Groves, disputatasi a Wembley Stadium. Nel suo settimo incontro professionistico, all'Echo Arena di Liverpool, mise al tappeto Matt Skelton nel secondo round.
Il 13 settembre 2014 si confrontò con il peso massimo tedesco Konstantin Airich, portandosi sull'8-0 al terzo round.
Nella sua nona apparizione da professionista combatté nella main card di Matchroom Sport per il titolo internazionale WBC dei pesi massimi, contro l'ex campione Denis Bakhtov. Joshua mise fine all'incontro al secondo round per KO ottenendo il titolo a soli 24 anni.
Successivamente sconfisse Michael Sprott, per TKO nel corso del primo round. Complessivamente, dato che quest'ultimo incontrò durò 1 minuto e 26 secondi, Joshua, nei suoi primi 10 incontri, ha calcato il ring per soli 36 minuti e 36 secondi, poco meno di 3 minuti e 40 secondi a incontro.
Il 31 gennaio 2015 avrebbe dovuto sfidare l'americano Kevin Johnson, alla O2 Arena, ma l'incontro venne annullato per via di un infortunio alla schiena subito da Joshua. Tornò a combattere a Newcastle il 4 aprile 2015, sconfiggendo Jason Garven per KO alla terza ripresa. Il 9 maggio 2015 sconfisse Raphael Zumbano Love con un KO al secondo round.
Il 30 maggio 2015 disputò il match che era saltato contro Kevin Johnson che, salvato al primo round dalla campana, perse per TKO all'inizio del secondo round. Joshua raggiunse così il record di 13-0.
Il 21 settembre 2015 Joshua vinse il titolo vacante Commonwealth pesi massimi, sconfiggendo Gary Cornish al primo round. Cornish era imbattuto da 21 incontri.
Il 12 dicembre 2015 si misurò e sconfisse l'anglogiamaicano Dillian Whyte per KO tecnico durante la settima ripresa, in un match che vide Joshua messo in difficoltà per la prima volta in carriera.

#### 2016-2019: la conquista del titolo IBF e il regno da campione unificato
Autore di una rapida ascesa a livello di popolarità, il 9 aprile 2016 affrontò a Londra il campione mondiale IBF Charles Martin. Il britannico ha la meglio per KO durante la seconda ripresa e si laurea campione del mondo per la prima volta nella sua carriera da professionista.
Joshua difese per la prima volta il titolo il 25 giugno contro un altro statunitense, Dominic Breazeale, il quale superò per KO tecnico alla settima ripresa, portando così il suo record a 17 vittorie consecutive tutte prima del limite. La seconda difesa del titolo avvenne il 10 dicembre seguente alla Manchester Arena contro Éric Molina che si rivelò essere un incontro a senso unico con Joshua vincitore per KO tecnico al terzo round.
Il 29 aprile 2017 difese il titolo dall'assalto dell'ex campione Volodymyr Klyčko, conquistando tra l'altro i mondiali vacanti WBA (Super) ed IBO, dinnanzi ad un tutto esaurito di 90 000 spettatori allo stadio di Wembley. Lo spettacolare e drammatico incontro vide Joshua subire il primo knockdown in carriera, per terminare però, in un momento di apparente equilibrio, con la sua vittoria per KO tecnico all'undicesima ripresa. Svoltosi nella categoria di peso più prestigiosa, il match si annoverò tra i migliori scontri nella storia dei massimi e contribuì a rilanciare lo sport del pugilato, da lungo considerato in declino, a livello mondiale.
Cementa ulteriormente il suo status il 31 marzo 2018 a Cardiff, fregiandosi anche del titolo mondiale WBO grazie a una vittoria ai punti sul neozelandese Joseph Parker, mentre nell'autunno seguente difende le corone dall'assalto del russo Aleksandr Povetkin con un KO tecnico alla settima ripresa.

#### Dal 2019: la perdita e la riconquista dei titoli
Il regno da campione dell'inglese subisce una svolta inattesa il 1º giugno 2019 quando è sconfitto dallo statunitense di origine messicana Andy Ruiz Jr., avversario scelto tre settimane prima a seguito della positività al doping dello sfidante originale Jarrell Miller. Joshua, al debutto in suolo statunitense, è fermato alla settima ripresa dopo aver subito quattro atterramenti e subisce così la prima sconfitta in carriera, oltre a perdere i quattro titoli mondiali in suo possesso.

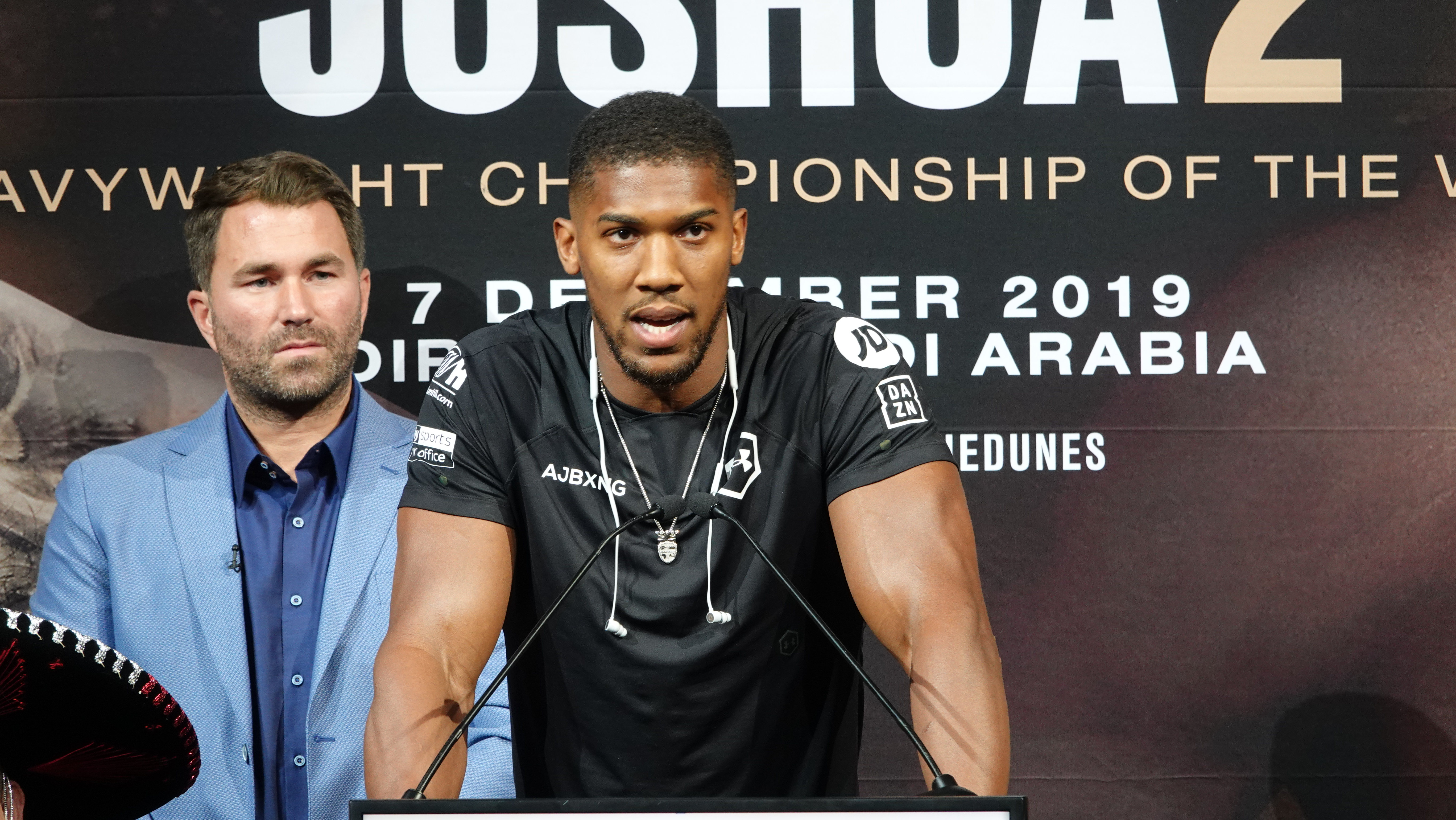
Joshua nel 2019

Il 7 dicembre 2019, in Arabia Saudita, Joshua riconquista i titoli contro Ruiz, vincendo un incontro di 12 round per decisione unanime ai punti.

#### 2020: La difesa dei titoli
Il 12 dicembre 2020 Anthony Joshua ha battuto in una Wembley Arena di Londra semivuota, presente solo un migliaio di spettatori causa Covid, il bulgaro Kubrat Pulev, ex campione europeo, intercontinentale ed internazionale, confermando i suoi titoli. La sfida, conclusa per ko al nono round, apre la strada a un combattimento senza precedenti con Tyson Fury che dovrebbe tenersi nel 2021 e che metterebbe in palio tutti i titoli della categoria pesi massimi.

#### 2021: La perdita dei titoli
Il 25 settembre 2021 viene sconfitto da Oleksandr Usyk al Tottenham Hotspur Stadium, davanti a oltre 60.000 spettatori, per decisione unanime dei giudici al termine delle dodici riprese previste. Joshua perde i titoli WBA (Super), IBF, WBO, e IBO dei pesi massimi.

#### 2022: Il rematch con Usyk
Il 20 agosto 2022, a Jeddah, nel rematch contro il campione del mondo dei pesi massimi Oleksandr Usyk, viene nuovamente sconfitto ai punti dal puglie ucraino.

#### 2023: Joshua vs. Franklin
Il 6 febbraio 2023 fu annunciato ufficialmente che Joshua sarebbe tornato sul ring il 1º aprile alla The O2 Arena contro Jermaine Franklin. L'incontro segnò l'inizio del suo accordo esclusivo di cinque anni con DAZN. Nonostante un inizio di combattimento particolarmente cauto, ha utilizzato il suo jab per impostare pugni potenti con la mano destra, prevalendo con decisione unanime, con punteggi dei giudici di 117-111 (due volte) e 118-111 a suo favore. Dopo il suono del gong finale, i due uomini iniziarono una leggera colluttazione sul ring, arrivando quasi alla rissa. L'alterco fu causato da Joshua, che aveva dato un colpetto a Franklin sulla nuca mentre questi gli aveva voltato le spalle per andarsene. Nel corso delle interviste post-match, Joshua espresse il suo desiderio di affrontare l'imbattuto campione WBC dei massimi Tyson Fury.

#### 2023: Joshua vs. Helenius
L'8 agosto 2023 come prossimo avversario di Joshua fu annunciato Robert Helenius, in sostituzione di Dillian Whyte (squalificato per doping). Joshua vinse il match per KO al settimo round.

#### 2023: Joshua vs. Wallin
Il 15 novembre venne annunciato che Joshua avrebbe combattuto con Otto Wallin il 23 dicembre. Joshua sconfisse Wallin per ritiro dell'avversario alla quinta ripresa.

#### 2024: Joshua vs. Ngannou
L'8 marzo 2024 Joshua sfidò l'UFC Heavyweight Champion Francis Ngannou in Arabia Saudita, vincendo per KO al secondo round.

#### 2024: Joshua vs. Dubois
Il 26 giugno 2024 il campione ad interim dei pesi massimi IBF Daniel Dubois fu elevato allo status di campione a tutti gli effetti dopo che il titolo era stato reso vacante da Oleksandr Usyk. Lo stesso giorno, fu annunciato che Joshua avrebbe sfidato Dubois per il titolo il 21 settembre 2024 al Wembley Stadium di Londra, in quello che sarebbe stato il suo tredicesimo match per un titolo mondiale. Joshua fu sconfitto da Dubois per KO alla quinta ripresa, dopo avere subito atterramenti nel primo, terzo, quarto e quinto round.

## Risultati nel pugilato
| Risultato | N. | Record | Avversario           | Metodo | Round         | Data              | Città                                             | Note |
| --------- | -- | ------ | -------------------- | ------ | ------------- | ----------------- | ------------------------------------------------- | --- |
| Sconfitta | 32 | 28-4   | Daniel Dubois        | KO     | 5 (10)        | 21 settembre 2024 | Wembley Arena, Londra, Inghilterra                | Per il titolo IBF dei pesi massimi.                                                                                       |
| Vittoria  | 31 | 28-3   | Francis Ngannou      | KO     | 2 (10)        | 8 marzo 2024      | Kingdom Arena, Riyadh, Arabia Saudita             | |
| Vittoria  | 30 | 27-3   | Otto Wallin          | RTD    | 5 (12)        | 23 dicembre 2023  | Kingdom Arena, Riyadh, Arabia Saudita             | |
| Vittoria  | 29 | 26-3   | Robert Helenius      | KO     | 7 (12)        | 12 agosto 2023    | The O2 Arena, Londra, Inghilterra                 | |
| Vittoria  | 28 | 25-3   | Jermaine Franklin    | UD     | 12            | 1 aprile 2023     | The O2 Arena, Londra, Inghilterra                 | |
| Sconfitta | 27 | 24-3   | Oleksandr Usyk       | SD     | 12 (12)       | 20 agosto 2022    | Jeddah Superdome, Jeddah, Arabia Saudita          | Per i titoli WBA (Super), IBF, WBO, IBO e The Ring dei pesi massimi.                                                      |
| Sconfitta | 26 | 24-2   | Oleksandr Usyk       | UD     | 12            | 25 settembre 2021 | Tottenham Hotspur Stadium, Londra, Inghilterra    | Perde i titoli WBA (Super), IBF, WBO, e IBO dei pesi massimi.                                                             |
| Vittoria  | 25 | 24-1   | Kubrat Pulev         | KO     | 9 (12)        | 12 dicembre 2020  | Wembley Arena, Londra, Inghilterra                | Difende i titoli WBA (Super), IBF, WBO, e IBO dei pesi massimi.                                                           |
| Vittoria  | 24 | 23-1   | Andy Ruiz Jr.        | UD     | 12            | 7 dicembre 2019   | Dirʿiyya, Arabia Saudita                          | Vince i titoli WBA (Super), IBF, WBO, e IBO dei pesi massimi.                                                             |
| Sconfitta | 23 | 22-1   | Andy Ruiz Jr.        | TKO    | 7 (12)        | 1º giugno 2019    | Madison Square Garden, New York, US               | Perde i titoli WBA (Super), IBF, WBO, e IBO dei pesi massimi.                                                             |
| Vittoria  | 22 | 22-0   | Aleksandr Povetkin   | TKO    | 7 (12), 1:59  | 22 settembre 2018 | Wembley Stadium, Londra, Inghilterra              | Difende i titoli WBA (Super), IBF, WBO, e IBO dei pesi massimi.                                                           |
| Vittoria  | 21 | 21-0   | Joseph Parker        | UD     | 12            | 31 marzo 2018     | Principality Stadium, Cardiff, Galles             | Difende i titoli WBA (Super), IBF, e IBO dei pesi massimi.; Vince il titolo WBO dei pesi massimi.                         |
| Vittoria  | 20 | 20-0   | Carlos Takam         | TKO    | 10 (12), 1:34 | 28 ottobre 2017   | Principality Stadium, Cardiff, Galles             | Difende i titoli WBA (Super), IBF, e IBO dei pesi massimi.                                                                |
| Vittoria  | 19 | 19-0   | Volodymyr Klyčko     | TKO    | 11 (12), 2:25 | 29 aprile 2017    | Wembley Stadium, Londra, Inghilterra              | Difende il titolo IBF dei pesi massimi; Vince i titoli vacanti WBA (Super) e IBO dei pesi massimi.                        |
| Vittoria  | 18 | 18-0   | Éric Molina          | TKO    | 3 (12), 2:02  | 10 dicembre 2016  | Manchester Arena, Manchester, Inghilterra         | Difende il titolo IBF dei pesi massimi.                                                                                   |
| Vittoria  | 17 | 17-0   | Dominic Breazeale    | TKO    | 7 (12), 1:01  | 25 giugno 2016    | The O2 Arena, Londra, Inghilterra                 | Difende il titolo IBF dei pesi massimi.                                                                                   |
| Vittoria  | 16 | 16-0   | Charles Martin       | KO     | 2 (12), 1:32  | 9 aprile 2016     | The O2 Arena, Londra, Inghilterra                 | Vince il titolo IBF dei pesi massimi                                                                                      |
| Vittoria  | 15 | 15-0   | Dillian Whyte        | KO     | 7 (12), 1:27  | 12 dicembre 2015  | The O2 Arena, Londra, Inghilterra                 | Mantiene i titoli WBC International e Commonwealth dei pesi massimi; Vince il titolo vacante britannico dei pesi massimi. |
| Vittoria  | 14 | 14-0   | Gary Cornish         | TKO    | 1 (12), 1:37  | 12 settembre 2015 | The O2 Arena, Londra, Inghilterra                 | Mantiene il titolo WBC International dei pesi massimi; Vince il titolo vacante Commonwealth dei pesi massimi.             |
| Vittoria  | 13 | 13-0   | Kevin Johnson        | TKO    | 2 (10), 1:22  | 30 maggio 2015    | The O2 Arena, Londra, Inghilterra                 | Mantiene il titolo WBC International dei pesi massimi.                                                                    |
| Vittoria  | 12 | 12-0   | Raphael Zumbano Love | TKO    | 2 (8), 1:21   | 9 maggio 2015     | Barclaycard Arena, Birmingham, Inghilterra        | |
| Vittoria  | 11 | 11-0   | Jason Gavern         | KO     | 3 (8), 1:21   | 4 aprile 2015     | Metro Radio Arena, Newcastle, Inghilterra         | |
| Vittoria  | 10 | 10-0   | Michael Sprott       | TKO    | 1 (10), 1:26  | 22 novembre 2014  | Echo Arena, Liverpool, Inghilterra                | |
| Vittoria  | 9  | 9-0    | Denis Bakhtov        | TKO    | 2 (10), 1:00  | 11 ottobre 2014   | The O2 Arena, Londra, Inghilterra                 | Vince il titolo vacante WBC International dei pesi massimi.                                                               |
| Vittoria  | 8  | 8-0    | Konstantin Airich    | TKO    | 3 (8), 1:16   | 13 settembre 2014 | Phones 4u Arena, Manchester, Inghilterra          | |
| Vittoria  | 7  | 7-0    | Matt Skelton         | TKO    | 2 (6), 2:33   | 12 luglio 2014    | Echo Arena, Liverpool, Inghilterra                | |
| Vittoria  | 6  | 6-0    | Matt Legg            | TKO    | 1 (6), 1:23   | 31 maggio 2014    | Wembley Stadium, Londra, Inghilterra              | |
| Vittoria  | 5  | 5-0    | Hector Avila         | KO     | 1 (6), 2:14   | 1º marzo 2014     | Exhibition and Conference Centre, Glasgow, Scozia | |
| Vittoria  | 4  | 4-0    | Dorian Darch         | TKO    | 2 (6), 0:51   | 1º febbraio 2014  | Motorpoint Arena, Cardiff, Galles                 | |
| Vittoria  | 3  | 3-0    | Hrvoje Kisicek       | TKO    | 2 (6), 1:38   | 14 novembre 2013  | York Hall, Londra, Inghilterra                    | |
| Vittoria  | 2  | 2-0    | Paul Butlin          | TKO    | 2 (6), 0:50   | 26 ottobre 2013   | Motorpoint Arena, Sheffield, Inghilterra          | |
| Vittoria  | 1  | 1-0    | Nicola Andreanelli   | TKO    | 1 (6), 2:47   | 5 ottobre 2013    | The O2 Arena, Londra, Inghilterra                 | |

## Vita privata
Joshua ha espresso il proprio interesse nel gioco degli scacchi e nella lettura, dicendo che lo aiutano a rilassarsi e a migliorare la tattica anche nel pugilato. Prima di concentrarsi nella boxe a tempo pieno lavorava come muratore.
Nel 2011 è stato arrestato con l'accusa di spaccio di droga, quando gli sono stati rinvenuti 200 grammi di cannabis nel corso di un controllo per eccesso di velocità.